# Spring Breakdown (Beverly Hills, 90210)
Spring Breakdown is de vierentwintigste aflevering van het zevende seizoen van het tienerdrama Beverly Hills, 90210, die voor het eerst werd uitgezonden op 2 april 1997.

## Verhaal
Brandon en Tracy gaan naar Hongkong om zijn ouders te bezoeken. Als ze daar aankomen dan is alleen Jim daar omdat Cindy naar Londen is om Brenda te verzorgen die ziek is. Jim vindt het leuk om de vriendin van Brandon te bezoeken, hij vraagt wel aan Brandon hoe het staat met Kelly. Brandon antwoordt dat hij voor Tracy heeft gekozen maar Jim heeft zo zijn twijfels.
Valerie heeft al haar vrienden uitgenodigd voor een feest ter ere van Rob in de After Dark. Zelfs Kelly heeft zij uitgenodigd, die na enig aandringen ook gaat. Als Valerie en Rob klaar staan om te vertrekken naar het feest kom de manager hen ophalen met een limousine en hij heeft nog een verrassing, hij heeft een dame bij die Rob zal escorteren. Valerie is hier niet blij mee maar gaat toch akkoord vanwege de deal die zij en de manager hebben gemaakt (de manager betaald haar $ 10.000, - als zij Rob overhaalt om een rol te spelen). Op het feest zorgt Valerie dat de dame verdwijnt. Dan krijgt ze een discussie met de manager over wie de baas is en dan vertelt de manager aan Rob over hun deal. Rob is ontzet en weet nu niet wie hij moet geloven, maar hij kiest voor Valerie en ontslaat de manager. Kelly is ook op het feest en voelt zich ellendig, ze flirt met een gast en drinkt iets te veel. Dit zorgt ervoor dat ze los gaat en zich opdringt tot de gast. Op een gegeven moment merkt ze dat ze de ketting met de ring kwijt is en ze flipt dan helemaal. Steve en Clare komen helpen met zoeken en brengen haar tot kalmte, ze vinden de ring en Kelly is dan weer gerustgesteld. Steve ziet wel dat de ring de verlovingsring is die Brandon aan haar wilde geven toen hij een aanzoek deed. Steve vindt dat ze de ring het beste op kan bergen en het los te laten.
Met Dr. John Martin gaat het steeds beter alleen kan hij zijn rechterarm en been nog niet gebruiken. Hij zal nog een lang revalidatietijd nodig hebben maar Donna heeft er alle vertrouwen in. Donna komt erachter dat haar moeder haar man naar een revalidatiecentrum wil brengen. Donna is hier op tegen en wil dat haar vader naar huis gaat omdat zij geloofd dat hij hier sneller zal revalideren. Felice is bang dat ze dit niet aankan en er alleen voor zal staan. Donna overtuigt haar ervan dat zij en hulpmiddelen Felice zullen helpen. Felice gaat overstag en besluit dat haar man mee naar huis gaat.

## Rolverdeling
- Jason Priestley - Brandon Walsh
- Jennie Garth - Kelly Taylor
- Ian Ziering - Steve Sanders
- Brian Austin Green - David Silver
- Tori Spelling - Donna Martin
- Tiffani Thiessen - Valerie Malone
- Joe E. Tata - Nat Bussichio
- Kathleen Robertson - Clare Arnold
- James Eckhouse - Jim Walsh
- Michael Durrell - Dr. John Martin
- Jill Novick - Tracy Gaylian
- Katherine Cannon - Felice Martin
- Jason Lewis - Rob Andrews
- Barenaked Ladies - Zichzelf (muzikale gast)